# 最高裁判所 (アイルランド)

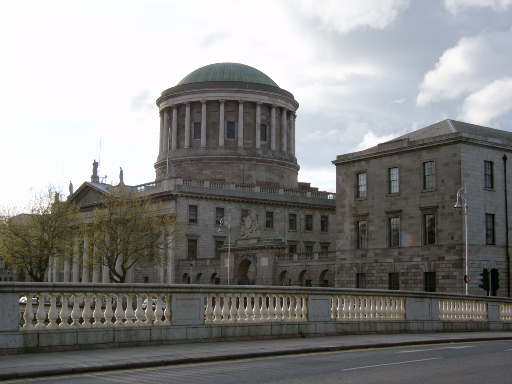
最高裁判所があるダブリンのフォー・コーツ

最高裁判所（さいこうさいばんしょ、アイルランド語: Cúirt Uachtarach、英語: Supreme Court）は、アイルランドの最上級司法機関である。最高裁判所は最終審の裁判所であり、高等法院と共に、議会の制定する法律に対する違憲審査権を行使する。また、政府や私人にアイルランド憲法を遵守させることも管轄する。庁舎はダブリンのフォー・コーツにある。

## 構成
最高裁判所は、主席裁判官とよばれる最高裁判所長官と高等法院長、その他少なくとも7人の通常裁判官で構成される。高等法院長は、普段は高等法院の裁判官であり、職務上、最高裁判所裁判官となる。法廷は、3、5又は7名の部で開かれる。複数の部が同時に開かれる。大統領が憲法12条に基づき恒久的に職務を遂行できなくなったかどうかを判断するとき、憲法26条に基づき大統領から最高裁判所に付託された法案の合憲性について審査するとき、その他あらゆる法律の合憲性について審判するときは、最低5人の裁判官で法廷を構成しなければならない。
最高裁判所裁判官は、政府（内閣）の拘束力のある助言に基づいて大統領によって任命される。1995年以来、政府は司法諮問委員会（Bhoird Chomhairligh um Cheapacháin Bhreithiúnacha）の拘束力のない助言に従っている。

### 現在の裁判官
| 氏名                   | 任命       | 出身大学 | 前歴                                                                                                | 備考                     |
| ---------------------- | ---------- | --- | --------------------------------------------------------------------------------------------------- | ------------------------ |
| ドナル・オコンネル     | 2010年3月  | ユニバーシティ・カレッジ・ダブリン（法学士） バージニア大学（法学修士） キングス法曹院                                                                            | | 2021年10月から首席裁判官 |
| エリザベス・ダン       | 2013年7月  | ユニバーシティ・カレッジ・ダブリン（法学士） キングス法曹院 | 巡回裁判所裁判官（1996年 - 2004年） 高等法院裁判官（2004年 - 2013年）                               |                          |
| ピーター・チャールトン | 2014年6月  | トリニティ・カレッジ・ダブリン（法学士） キングス法曹院 | 高等法院裁判官（2006年 - 2014年）                                                                   |                          |
| イズールト・オマリー   | 2015年10月 | トリニティ・カレッジ・ダブリン（法学士） キングス法曹院 | 高等法院裁判官（2012年 - 2015年）                                                                   |                          |
| マリー・ベイカー       | 2019年12月 | ユニバーシティ・カレッジ・コーク キングス法曹院 | 高等法院裁判官（2014年 - 2018年） 控訴院裁判官（2018年 - 2019年）                                   |                          |
| シェイマス・ウルフ     | 2020年7月  | トリニティ・カレッジ・ダブリン（法学士） ダルハウジー大学（法学修士） キングス法曹院                                                                              | 検事総長（2017年 - 2020年）                                                                         |                          |
| ジェラード・ホーガン   | 2021年10月 | ユニバーシティ・カレッジ・ダブリン（法学士、法学修士、法学博士） ペンシルベニア大学ロースクール（法学修士） トリニティ・カレッジ・ダブリン（博士） キングス法曹院 | 高等法院裁判官（2010年 - 2014年） 控訴院裁判官（2014年 - 2018年） 裁判所法務総監（2018年 - 2021年） |                          |
| ブライアン・マレー     | 2022年2月  | トリニティ・カレッジ・ダブリン ケンブリッジ大学（法学修士） キングス法曹院                                                                                        | 控訴院裁判官（2019年 - 2022年）                                                                     |                          |
| モーリス・コリンズ     | 2022年11月 | ユニバーシティ・カレッジ・ダブリン（法学士） キングス法曹院 | 控訴院裁判官（2019年 - 2022年）                                                                     |                          |
| アイリーン・ドネリー   | 2023年6月  | ユニバーシティ・カレッジ・ダブリン（法学士） キングス法曹院 | 高等法院裁判官（2014年 - 2019年） 控訴院裁判官（2019年 - 2023年）                                   |                          |

## 裁判官の任期
1995年裁判所及び裁判所職員法（the Courts and Court Officers Act, 1995）では、最高裁判所の普通裁判官の定年が72歳から70歳に引き下げられた。この法律が施行される前に任命されていた裁判官は、72歳まで任期が続く。1997年裁判所法（the Courts (No. 2) Act, 1997）では、法律施行後の首席裁判官の任期を7年に制限した。以前からの首席裁判官は、法令上の定年に達するまで裁判官として在職し続ける。

## 管轄
最高裁判所は、高等法院（the High Court）、刑事控訴院（Court of Criminal Appeal）及び軍法会議上訴裁判所（Courts-Martial Appeal Court）からの上訴を管轄する。合憲性に関する上訴の場合を除き、最高裁判所の上訴の受理に関する権限は厳しく制限（刑事控訴院及び軍法会議上訴裁判所からの上訴の場合）または完全に排斥することができる。最高裁判所は、巡回裁判所（Circuit Court）からの法的な争点に関する照会も受け付ける。
最高裁判所は、2つの事案に関してのみ、第一審管轄権を有している。ひとつは、憲法26条に基づき、大統領から付託された法案に関し、公布前に合憲性を審査する場合であり、もうひとつは、憲法12条に基づき、大統領が職務遂行能力を欠くかを判断する場合である。
上訴を提起する前に、第一審裁判所または最高裁判所自身の許可が要求されることはあまりなく、最高裁判所は、どの事件に判決を出すかについての決定権をほとんど有していない。

## 違憲審査権
最高裁判所は、高等法院と共に、憲法に違反する法律を無効化する権限を行使する。また、公共団体や民間団体、市民に対し、憲法を順守させるために差止命令を出すこともできる。アイルランド憲法は、明文で立法に対する違憲審査制を規定している。憲法施行後に成立した法律は、合憲性の推定が働き、憲法と矛盾する（repugnant）場合に無効となる（15条4-2項）。他方、憲法施行以前の法律は、憲法と調和しない（inconsistent）場合に無効となる（50条1項）。
憲法は、26条において、法律として成立する前（あるいは成立するはずだったときよりも前）の法案についての違憲審査も規定している。法案審査の権限は、国家評議会（Council of State）と協議の後、大統領から直接付託される。最高裁判所が26条に基づき付託された法案の合憲性を支持したときは、いかなる裁判所も、その法律の合憲性を再び問題とすることはできない（34条3-3項）。
最高裁判所裁判官は、通常、賛成か反対かを問わず、個別の意見を自由に述べることができる。ただし、憲法施行後に成立した法律や法案の合憲性を審査する場合は、1人の裁判官のみが宣告し、いかなる反対意見も付されない（34条4-5項、26条2-2項）。これを、単一判決ルール（the one judgment rule）という。憲法施行前の法律の合憲性を審査する場合は、反対意見及び賛成意見を述べることが許される（50条）。

## 判決
アイルランド憲法制定後の20年が経過し、最高裁判所は重要な憲法学上の判断を示した。スタートが遅い理由のひとつは、1922年以前、アイルランド全体はイギリスの一部であり、最高裁判所裁判官はイギリスの法律学で訓練を受けていたが、それが議会統治と立法府への服従を強調するものであったからである。1922年の憲法下では、多くの事案で枢密院への上訴権が認められていたという事情もある。にもかかわらず、1960年代以来、裁判所は多くの重要な判決を出している。その例は次の通り。
- 自然法や自由民主主義の理論の要素を用いて、憲法40条3-1項の拡大解釈により、列挙されていない権利（完全にアメリカen:unenumerated rightsと同じわけではないが）の理論を発展させた。
- 権力分立を発展させ、擁護した。
- 欧州連合を設立する条約の大幅な変更は、事前に憲法改正がされない限り、国に承認されないと判示した。
- （1999年以前に有効であった）憲法2条と3条は、法廷で執行可能な義務を国に負わせるものではないと判示した。
- 夫婦間の問題におけるプライバシーに関する広範な権利が41条に内在すること明らかにした。
- 母体の生命に危険がある場合、憲法40条3-3項により妊娠中絶の権利を明らかにした。
- 比例原則を取り入れた。

### 重要な判決
- 1950年 – Buckley v. The Attorney General (財産権)
- 1965年 – Ryan v. The Attorney General (列挙されていない権利の理論)
- 1966年 – The State (Nicolaou) v. An Bord Uchtála (婚姻関係に限られる憲法上の家族)
- 1971年 – Byrne v. Ireland (不法行為における国の免責の違憲性)
- 1974年 – McGee v. The Attorney General (夫婦間のプライバシーと避妊)
- 1976年 – De Búrca v. The Attorney General (平等)
- 1979年 – East Donegal Co-operative v. The Attorney General (自然的正義)
- 1983年 – Norris v. The Attorney General (同性愛の犯罪化を支持)[注 2]
- 1987年 – Crotty v. An Taoiseach (欧州連合条約の商人)
- 1988年 – Attorney General (Society for the Protection of the Unborn Child) v. Open Door Counseling (妊娠中絶に関する情報)
- 1988年 – Webb v. Ireland (non-survival of crown prerogatives)
- 1989年 – Kennedy v. Ireland (プライバシー権)
- 1992年 – Attorney General v. X（ "X case"） (妊娠中絶と自殺の危険)
- 1993年 – Attorney General v. Hamilton (権力分立)
- 1993年 – Meagher v. The Minister for Agriculture (European Communities Act)
- 1994年 – Heaney v. Ireland (比例原則)
- 1995年 – Re the Regulation of Information (Services outside the State for Termination of Pregnancies) Bill (成文憲法の優越)
- 1995年 – Re a Ward of court (死ぬ権利)
- 1995年 – McKenna v. An Taoiseach (政治資金国民投票)
- 2001年 – Sinnott v. Minister for Education (教育権の制限)
- 2003年 – Lobe and Osayande v. Minister for Justice (国民の両親の国外追放)
- 2006年 – Curtin v. Dáil Éireann (裁判官の排除)
- 2006年 – A. v. The Governor of Arbour Hill Prison (違憲な法律に基づいた行為は全て遡及的に無効)
- 2009年 – McD v. L (精子提供者の親の権利の創設)
- 2013年 – Marie Fleming v Ireland and the Attorney General（自殺幇助の禁止を支持）
- 2018年 – M. v. Minister for Justice[12]（胎児の憲法上の権利）
- 2022年 – Costello v. Government of Ireland（包括的経済貿易協定 (CETA) の批准）
- 2023年 – Heneghan v. Minister for Housing, Planning and Local Government[13]（アイルランド憲法修正第7条の制定）

## 権限の分担
今日では、最高裁判所は、その権限を超国家的な欧州司法裁判所と欧州人権裁判所の2つの裁判所と分担している。EU法の最新の解釈に関する事案に関しては、欧州司法裁判所はアイルランドの最高裁判所の解釈に優先する。アイルランドでは欧州人権条約が解釈条の準憲法的な地位のみ有するため、アイルランドの裁判所と欧州人権裁判所の間の関係はより複雑である。アイルランド議会法は、可能であれば、この条約に則して解釈されるべきだが、条約は明確な立法趣旨と無効化するいかなる憲法の要求にも替わるものでなければならない。また、条約の規定は、独立の訴因として使えない。
最高裁判所の判決に対してはいかなる裁判所にも上訴できない。欧州司法裁判所は、アイルランドの裁判所から事案を事実記載書（Case Stated）によって受け、敗訴当事者は最高裁判所より前に欧州人権裁判所に訴え出た場合、欧州人権裁判所の判決は最高裁判所の判決を排除する効力を有しない。欧州人権裁判所の判決は、自動的にはアイルランドの法律に優先することはなく、それを完全に発効させる立法や憲法上の国民投票が要求される。